# 恋音
「恋音」（こいおと）は、2009年12月9日にGloryHeavenより発売されたKISHOWとe-ZUKAによるロックユニットGRANRODEOの12枚目のシングルで、ノンタイアップCDである。

## 解説
- 元々はアルバム用に製作した曲だったが、シングルとして発売することになった。
- カップリングの「シャニムニ」は飯塚が美郷あきに提供したアニメ「NEEDLESS」の後期オープニングテーマ「Scarlet Bomb!」のセルフカバー版。

## 収録曲
（全作詞：谷山紀章、作曲・編曲：飯塚昌明）
1. 恋音
2. シャニムニ
3. 恋音 (off vocal)
4. シャニムニ (off vocal)

## 収録アルバム
| 曲名       | アルバムタイトル                | 備考           |
| ---------- | ------------------------------- | -------------- |
| 恋音       | SUPERNOVA                       | 4thアルバム    |
| シャニムニ | SUPERNOVA                       | 4thアルバム    |
| シャニムニ | GRANRODEO B‐side Collection "W" | ベストアルバム |